# Pungor András
Pungor András (Celldömölk, 1967. június 20. –) magyar író, újságíró.

## Életpályája
1985-ben érettségizett a szombathelyi Kanizsai Dorottya Gimnáziumban.
1990-ben államvizsgázott a szombathelyi Berzsenyi Dániel Tanárképző Főiskolán magyar nyelv és irodalom, valamint népművelés szakon. Punk, kísérleti- és világzenét játszó zenekarokban dobosként, énekesként, szövegíróként dolgozott. Külsősként írt a rendszerváltozás idején indult Tér-Kép című regionális újságnak. Később a monori Ady Úti Általános Iskolában tanított magyart, majd az MTV Szombathelyi Regionális Stúdiónál híradószerkesztőként és riporterként, valamint a Vas Népénél újságíróként, rovatszerkesztőként dolgozott. 1999-től a Népszava újságírója.
2001-ben az Infostart.hu szerkesztője volt. 2002–2008 között ismét a Népszavánál dolgozott. Újságírás mellett blogolt, elindította az első hazai napilapos blogot, de készített parlamenti internetes naplót is, parlamentblog.hu címen. 2008–2019 között a 168 Óra újságírója volt.
2019-tól az ATV Híradó, Nap híre, Voks2022 című műsorainak szerkesztője, a Voks2022 című műsor főszerkesztője. 2022-től az ÉnBudapestem.hu főszerkesztője. 2025-től a Népszava szerkesztője.

## Írásai
Novellái, versei a Kézbe zárt egek, illetve az Év novellái című antológiában, a Hitel című irodalmi folyóiratban, a Tiszatájban, az Élet és Irodalomban, a Kalligramban, az Alföldben, a Látóban, az Esőben, a Csillagszállóban jelentek meg. 2012-ben Vakvarjúcska című drámáját felolvasószínház keretében adták elő a POSZT-on. A darabot Makranczi Zalán rendezte Hollósi Frigyes főszereplésével. Gyerekverseiből Szalai Katalin zeneszerző Lucalánc címmel kórusművet írt, amit a 2012-ben a Debreceni Bartók Béla Nemzetközi Kórusverseny nyitóhangversenyén mutattak be.

## Könyvei
- Hogyismondják Archiválva 2019. január 21-i dátummal a Wayback Machine-ben – gyerekversek, Háttér Kiadó, 2009
- Kárókaresz és Angyalandi– meseregény, Pozsonyi Pagony Kiadó, 2014
- Zozi mindig hazajön – meseregény, Pozsonyi Pagony Kiadó, 2016
- Frontsebészet – A köztársaság utolsó kormánya (társszerző, Lakner Zoltán, Szabó Brigitta, Faragó József mellett) Telegráf kiadó, 2019
- A hetedik nap a papáé – novellák, kisregény, Scolar Kiadó, 2019
- Pungor András: Az Egon; Kossuth, Bp., 2020 (Rónai Egonról szóló portrékötet)

## Díjai, elismerései
- Média az orvosokért díj – 2013
- Szabad Sajtó-díj – 2013